# Izák Jajteles (lékař)
Izák Jajteles (německy také Isaac Jeitteles, září 1779, Praha - 23. listopadu 1852 tamtéž) byl významný pražský židovský lékař.

## Život a činnost
Narodil se v Praze jako syn lékaře. Vystudoval lékařství na pražské univerzitě a roku 1800 promoval na doktora medicíny.
V roce 1806 převzal praxi po svém otci a v roce 1831 se ujal vedení infekční nemocnice epidemie cholery v pražském židovském městě. Při této příležitosti věnoval lékařskému kolegiu Univerzity Karlovy a jejich rodinám 10 000 zlatých.
Při stanovování diagnóz vycházel z přímého pozorování pacientů. Také provedl řadu výzkumů o účincích léčivých pramenů v Čechách a na Moravě.
9. října 1847 byl na žádost pražské fakulty medicíny z rukou císaře Ferdinanda odměněn čestnou zlatou medailí se stuhou za svou soustavnou a nezištnou pomoc i finanční podporu trpícím, zejména chudým, či pozůstalým během své dlouholeté praxe. V roce 1850 byl z rozhodnutí panovníka jmenován královským radou.